# Bruggen (Landeck)

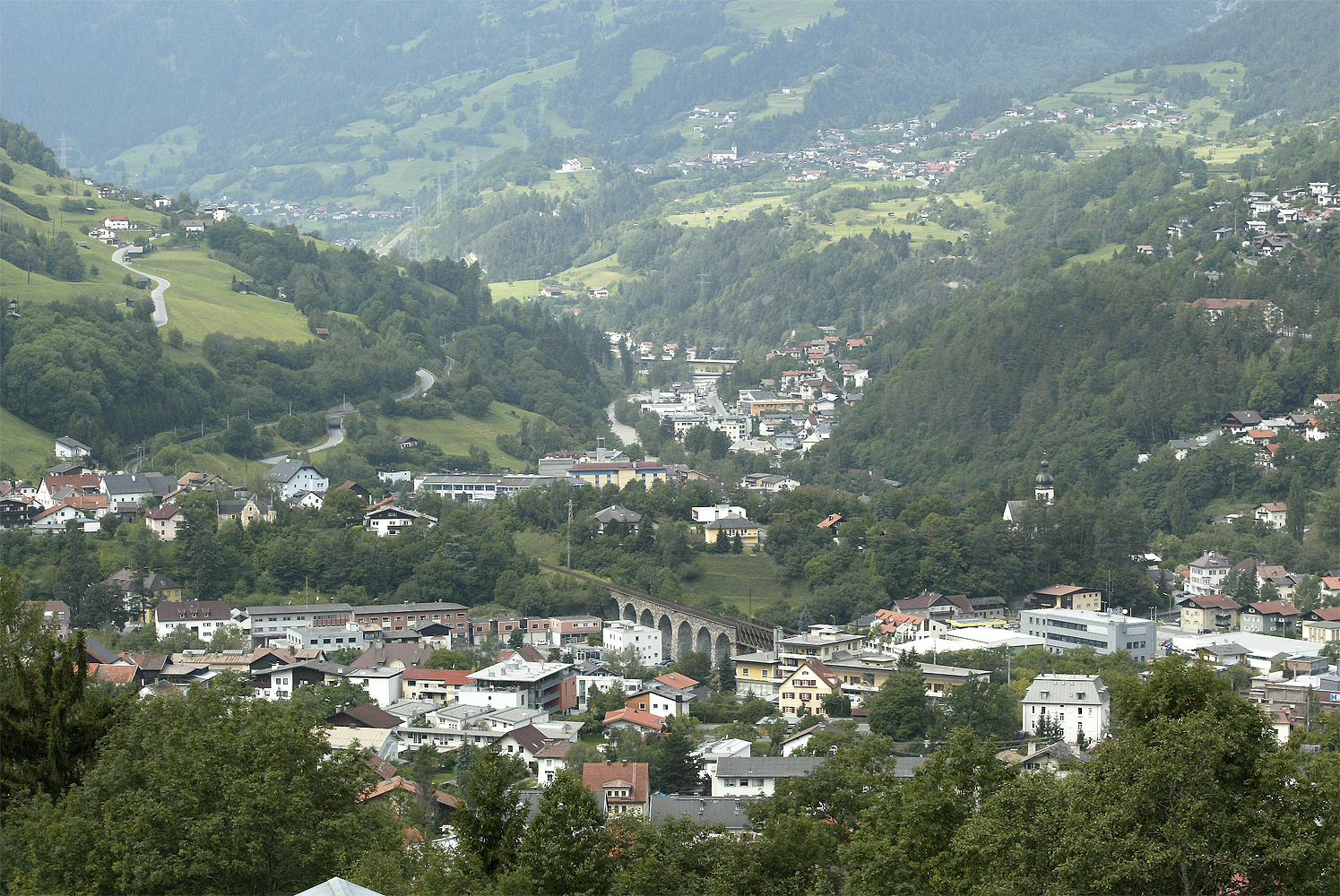
Blick auf Landeck Richtung Bruggen

Bruggen ist ein Ortsteil der Stadt Landeck in Tirol. Der Ort liegt westlich des Stadtzentrums.

## Wirtschaft
Die Geschäftsstraße Bruggfeldstraße befindet sich in Bruggen.

## Schulen und Kindergärten
Schulen:
- HAK/HAS/HLW Landeck
- Fachberufsschule für Tourismus und Handel Landeck
- Polytechnische Schule Landeck
- Volksschule Landeck

Kindergärten:
- Kindergarten Bruggen
- Kindergarten neggurB (wird verkehrt geschrieben, da es schon einen Kindergarten namens Kindergarten Bruggen gibt).